# Szarvasgede
Szarvasgede é um município da Hungria, situado no condado de Nógrád. Tem 9,99 km² de área e sua população em 2015 foi estimada em 378 habitantes.